# Fritz Pollard
Frederick Douglass „Fritz“ Pollard (* 27. Januar 1894 in Chicago, Illinois; † 11. Mai 1986 in Silver Spring, Maryland) war ein afroamerikanischer American-Football-Spieler, Trainer und Manager, sowie ein Musikproduzent. Pollard gilt als Pionier des „Schwarzen Footballs“, als Spieler der Brown University kam er als zweiter Afroamerikaner zu All-America-Ehren und in den 1920er Jahren wurde Pollard zum ersten schwarzen Quarterback und Cheftrainer in der Profiliga NFL. Nach dem Beschluss der NFL-Besitzer, Schwarze vom Spielbetrieb der NFL auszuschließen, organisierte er mehrere erfolgreiche unabhängige Footballprofiteams für Schwarze. Nach dem Zweiten Weltkrieg zunächst fast in Vergessenheit geraten, wurde er zur Leitfigur des steigenden Selbstbewusstsein der schwarzen Football-Gemeinde und schließlich auf öffentlichen Druck 2005 in die Pro Football Hall of Fame aufgenommen.

## High-School und College
Pollard ging als Absolvent der Chicagoer „Lane Tech“-High-School zur Universität Brown, 1916 war er als linker Halfback der Star des Footballteams, die New York Times erklärte ihn aus Anlass der Bekanntgabe ihrer Wahl der besten Amateurfootballer gar zum „Wunder der Jahres“, innerhalb von zwei Spieltagen gelangen ihm gegen die beiden Erstrivalen der Brown Harvard und Yale 531 Yards Raumgewinn zu sechs Touchdowns; er führte das Team der Brown als Rookie in den Rose Bowl, wurde dort aber von der späteren Trainerlegende Wallace William Wade neutralisiert, Brown verlor das Meisterschaftsspiel mit 0:14. Pollard war der erste Schwarze, der im Rose Bowl stand. Daneben war er auch ein sehr erfolgreicher Hürden-Sprinter.

## Professioneller Football
Nach dem College wurde er zuerst zum Wehrdienst eingezogen, nach der Entlassung 1919 wurde er von den Akron Pros unter Vertrag genommen; bei den Pros spielte er meist als Halfback, kam aber als Quarterback zum Einsatz. Als 1920 die NFL gegründet wurde, gehörten Akron zu den 14 Gründungsmitgliedern. Pollard gewann mit den Pros die erste Meisterschaft der neuen Liga, im Folgejahr trainierte er das Team als Spielertrainer gleichberechtigt mit einem zweiten Trainer. Es sollte bis 1989 dauern, bis ein weiterer Afroamerikaner Head Coach eines NFL-Teams wurde. In der Folge spielte Pollard für einige weitere NFL-Teams – die Milwaukee Badgers, die Hammond Pros und die Providence Steam Roller – die alle das Schicksal der Akron Pros teilen sollten Ende der 1920er, Anfang der 1930er Jahre aufgelöst zu werden, bei einigen dieser Teams soll er auch Trainerfunktionen ausgeübt haben, jedoch widersprechen sich die Quellen insofern 1923/24 spielte er außerhalb der NFL bei den Gilberton Cadamounts, einem nichtligagebundenen Team aus Pennsylvania. 1926 bestritt er seine letzte NFL-Spielzeit für die Akron Pros, die mittlerweile in Indians umbenannt worden waren.
1928 kehrte Pollard als Besitzer und Trainer der Chicago Black Hawks einer nur aus Schwarzen bestehenden Mannschaft, die im Sommer gegen Teams aus der Region um Chicago spielten, in den Wintermonaten durch die Westküstenstädte der USA tourten; bis die Weltwirtschaftskrise das Team 1932 in die Insolvenz trieb. 1935 wiederholte er dies in New York City mit den in Harlem beheimateten Brown Bombers, für die er die besten schwarzen College-Spieler engagierte, die zu diesem Zeitpunkt – wenn auch nur inoffiziell – aus der NFL verbannt worden waren. Als 1938 das Heimstadion der Bombers, das Dyckman Oval, abgerissen wurde, gab er das Team und den Football auf.

## Nach dem Football
Pollard war auch ein umtriebiger Geschäftsmann: von 1935 bis 1942 gab er die New York Independent News heraus, die das erste Tabloid im Besitz eines Schwarzen der Stadt war, für diese Zeitung und nach der Einstellung der Zeitung für zahlreiche Schwarze Zeitungen in den Vereinigten Staaten schrieb er Sportkolumnen. Nach dem Zweiten Weltkrieg produzierte Pollard einige leichte Musikfilme, die als Vehikel für schwarze Musiker dienten, bekanntester dieser Filme war Rockin’ the Blues von 1956. Seine sportlichen Erfolge wurde in dieser Zeit beinahe vergessen, lediglich die Brown University erinnerte an ihn, sie betrieb 1954 seine Aufnahme in die College Football Hall of Fame und 1971 die Aufnahme in die neu gegründete universitätseigene Hall of Fame. 1981 verlieh sie ihm die Ehrendoktorwürde der Rechte.

## Nachwirkung
Einige Jahre nach seinem Tod 1986 wurde Pollard wiederentdeckt und begann sich zu einer Leitfigur der Schwarzen Football-Gemeinschaft zu entwickeln; Anfang des neuen Jahrtausends wurde ein Dokumentarfilm namens „The Fritz Pollard Story“ produziert, seit dem Jahr 2004 verleiht die Brown University zusammen mit der Black Coaches Association einen nach Pollard benannten Preis für den besten schwarzen American-Football-Trainer. Eine Gruppe von um die 200 Trainern und im Management der NFL und ihrer Teams, die sich um die eine Verbesserung der Möglichkeiten von Angehörigen von Minderheiten in Management und Trainerstab der NFL bemüht, nennt sich nach Pollard „Fritz Pollard Alliance“. Dennoch galt es als fast sicher, dass er 2005 nicht in die Hall of Fame gewählt würde; als er dann doch aufgenommen wurde.

## Familie
Pollard hatte vier Kinder, sein Sohn Fritz Pollard, Jr. gewann bei den Olympischen Spielen 1936 die Bronzemedaille über 110 m Hürden.